# Interloire
Interloire er en fransk togforbindelse, der opereres af TER Centre og TER Pays de la Loire. Den forbinder Orléans med Le Croisic via Angers og Nantes. Toget kører på de klassiske strækninger mellem Paris og Bordeaux samt Paris og Nantes. Servicen startede omkring 1994.
Den kommercielle tophastighed ligger på 200 km/t, grundet fravær af jernbaneoverskæringer og store kurveradier på strækningerne. Materiellet består af Corail-vogne, og drives almindeligvis af et BB 26000-lokomotiv, der kører på forskellige strømsystemer, hvilket man har i Frankrig. 
Interloire kan sammenlignes med TER 200, en togforbindelse der ligesom Interloire har en kommerciel tophastighed på 200 km/t. TER 200 kører fra Nancy til Basel over Strasbourg, et samarbejde mellem TER Lorraine og TER Alsace. Disse strækninger har også store kurveradier og fravær af jernbaneoverskæringer.

## Stationer
|  |   |  | Station                      | Dep. | By                       | Øvrige forbindelser |
|  | - |  | ---------------------------- | ---- | ------------------------ | --- |
|  | o |  | Orléans                      | 45   | Orléans                  | Corail (Paris, Vierzon, Limoges) — TER Centre (Étampes, Vierzon)                                                                            |
|  | o |  | Blois                        | 41   | Blois                    | |
|  | o |  | Saint-Pierre-des-Corps       | 37   | Tours                    | TGV (Paris, Tours, Bordeaux, Lille) — TER Centre (Tours, Poitiers, Loches, Chinon, Vendôme, Le Mans)                                        |
|  | o |  | Langeais                     | 37   | Langeais                 | |
|  | o |  | Port-Boulet                  | 37   | Chouzé-sur-Loire         | |
|  | o |  | Saumur                       | 49   | Saumur                   | TER Poitou-Charentes (Thouars) |
|  | o |  | La Ménitré                   | 49   | La Ménitré               | TER Pays de la Loire (Saumur) |
|  | o |  | Angers-Saint-Laud            | 49   | Angers                   | TGV (Paris, Le Mans, Lille, Lyon) — TER Pays de la Loire (Le Mans, Cholet)                                                                  |
|  | o |  | Nantes                       | 44   | Nantes                   | TGV (Paris, Lyon, Lille) — Corail (La Rochelle, Bordeaux) — TER Pays de la Loire (Pornic, La Roche-sur-Yon, Rennes, Quimper)                |
|  | o |  | Chantenay                    | 44   | Nantes                   | TER Pays de la Loire (Le Croisic, Saint-Nazaire)                                                                                            |
|  | o |  | Basse-Indre - Saint-Herblain | 44   | Saint-Herblain           | TER Pays de la Loire (Le Croisic, Saint-Nazaire)                                                                                            |
|  | o |  | Couëron                      | 44   | Couëron                  | TER Pays de la Loire (Le Croisic, Saint-Nazaire)                                                                                            |
|  | o |  | Saint-Étienne-de-Montluc     | 44   | Saint-Étienne-de-Montluc | TER Pays de la Loire (Le Croisic, Saint-Nazaire)                                                                                            |
|  | o |  | Cordemais                    | 44   | Cordemais                | TER Pays de la Loire (Nantes, Le Croisic, Redon, Saint-Nazaire)                                                                             |
|  | o |  | Savenay                      | 44   | Savenay                  | TGV (Paris, Nantes, Saint-Nazaire, Le Croisic) - Corail (Rennes, Quimper) — TER Pays de la Loire (Nantes, Le Croisic, Redon, Saint-Nazaire) |
|  | o |  | Montoir-de-Bretagne          | 44   | Montoir-de-Bretagne      | TER Pays de la Loire (Nantes, Le Croisic, Redon, Saint-Nazaire)                                                                             |
|  | o |  | Saint-Nazaire                | 44   | Saint-Nazaire            | TGV (Paris, Nantes, Le Croisic) - TER Pays de la Loire (Nantes, Le Croisic)                                                                 |
|  | o |  | La Baule-Escoublac           | 44   | La Baule-Escoublac       | TGV (Paris, Saint-Nazaire, Le Croisic) — TER Pays de la Loire (Nantes, Le Croisic)                                                          |
|  | o |  | Le Pouliguen                 | 44   | Le Pouliguen             | TGV (Paris, Saint-Nazaire, Le Croisic) — TER Pays de la Loire (Nantes, Le Croisic)                                                          |
|  | o |  | Batz-sur-Mer                 | 44   | Batz-sur-Mer             | TER Pays de la Loire (Nantes, Le Croisic)                                                                                                   |
|  | o |  | Le Croisic                   | 44   | Le Croisic               | TGV (Paris, Saint-Nazaire, Le Croisic) — TER Pays de la Loire (Nantes, Le Croisic)                                                          |